# Robert Ward Johnson
Robert Ward Johnson, född 22 juli 1814 i Scott County, Kentucky, död 26 juli 1879 i Little Rock, Arkansas, var en amerikansk demokratisk politiker. Han representerade Arkansas i båda kamrarna av USA:s kongress före amerikanska inbördeskriget. Han var därefter ledamot av Amerikas konfedererade staters senat 1862-1865.
Johnson studerade juridik och arbetade som åklagare i Little Rock. Han gifte sig 1836 med Sarah Smith. Paret fick sex barn. Tre av barnen överlevde till vuxen ålder. Sarah dog 1862 och Johnson gifte om sig året därpå med hennes yngre syster Laura Smith.
Han var ledamot av USA:s representanthus 1847-1853. Senator Solon Borland avgick 1853 och Johnson efterträdde honom i USA:s senat. Johnson tjänstgjorde till slutet av Borlands mandatperiod och sedan ännu en hel sexårig mandatperiod. Han efterträddes 1861 som senator av Charles B. Mitchel.
Under inbördeskriget var han ledamot av CSA:s senat och arbetade efter kriget som advokat i Washington, D.C.
Johnsons grav finns på Mount Holly Cemetery i Little Rock. USA:s vicepresident Richard Mentor Johnson var Johnsons farbror. Johnsons syster var gift med senator Ambrose H. Sevier.